# Sericocarpus linifolius
Sericocarpus linifolius là một loài thực vật có hoa trong họ Cúc. Loài này được (L.) "Britton, Sterns & Poggenb." miêu tả khoa học đầu tiên năm 1888.